# Sitia
För andra betydelser, se Sitia (olika betydelser).
Sitia är en kommunhuvudort i Grekland. Den ligger i prefekturen Nomós Lasithíou och regionen Kreta, i den nordöstra delen av Kreta, 400 km sydost om huvudstaden Aten. Siteía ligger 6 meter över havet och antalet invånare är 8 707.
Terrängen runt Sitia är kuperad söderut, men åt nordväst är den platt. Havet är nära Sitia åt nordost.Runt Sitia är det ganska glesbefolkat, med 26 invånare per kvadratkilometer. Sitia är det största samhället i trakten. 